# Toby Kane

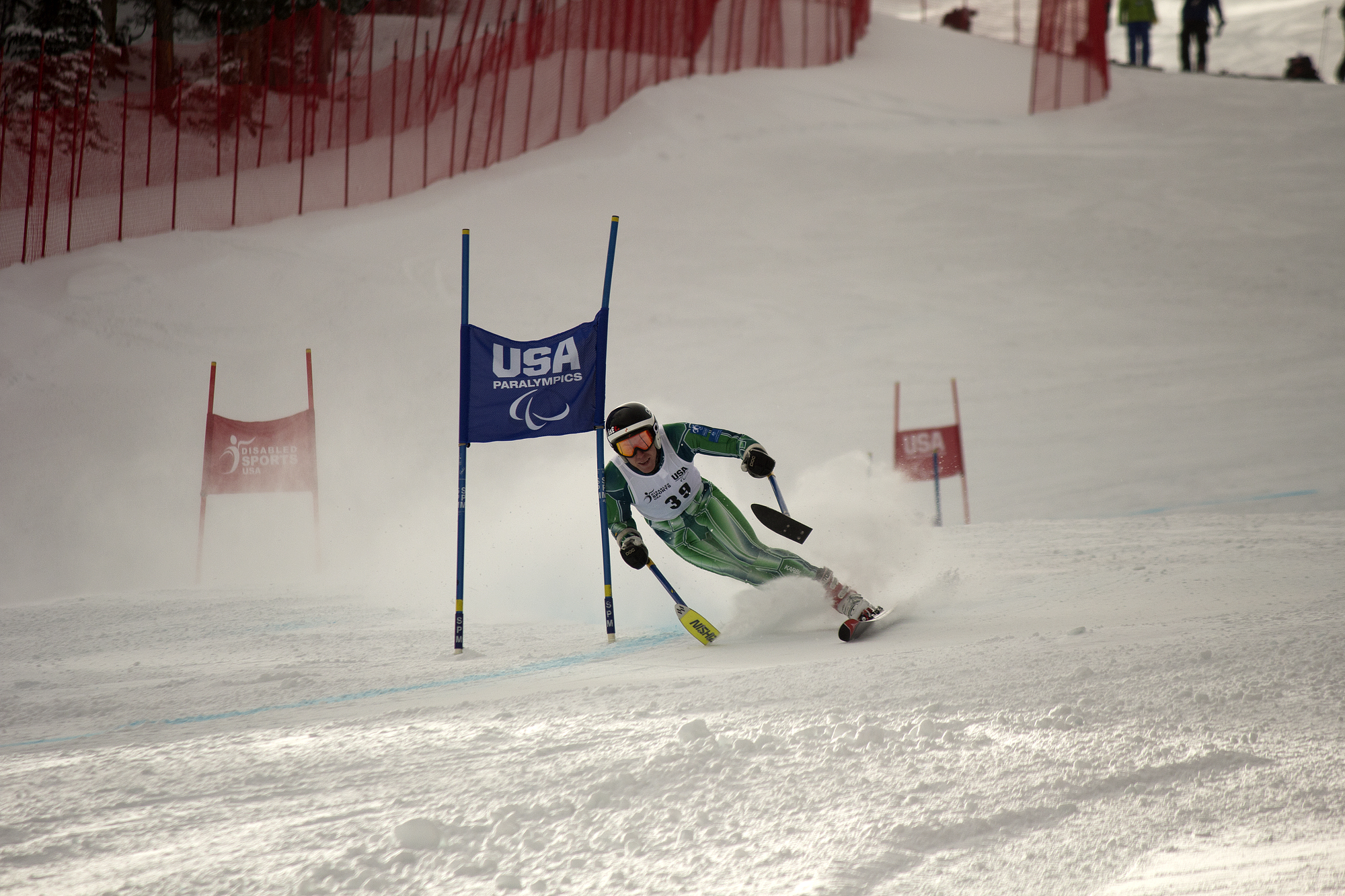
Toby Kane år 2012.

Toby Kane en australisk alpin skidåkare. i 

## Meriter
- Paralympiska vinterspelen 2006 
  - Brons, Super-G stående